# تشو لين (سياسي)
تشو لين (بالصينية: 周林) هو سياسي صيني، ولد في 1912، وتوفي في 1997. نشط حزبياً في الحزب الشيوعي الصيني. وقد انتخب عضو مجلس الشعب الصيني ‏ خلال فترته النيابية ‏.